# Helicogonus dentiger
Helicogonus dentiger är en mångfotingart som beskrevs av Karl Wilhelm Verhoeff 1943. Helicogonus dentiger ingår i släktet Helicogonus och familjen Spirostreptidae. Inga underarter finns listade i Catalogue of Life.